# Notopterygium pinnatiinvolucellatum
Notopterygium pinnatiinvolucellatum är en flockblommig växtart som beskrevs av F.T.Pu och Y.P.Wang. Notopterygium pinnatiinvolucellatum ingår i släktet Notopterygium och familjen flockblommiga växter. Inga underarter finns listade i Catalogue of Life.